# Cork Celtic F.C.
Cork Celtic Football Club – irlandzki klub piłkarski z siedzibą w mieście Cork.
Klub grał w pierwszej lidze Irlandii w latach 1951–1979, rozgrywając swoje mecze domowe na stadionie Turners Cross. W latach 1951–1959 klub występował pod nazwą Evergreen United. W 1974 Cork Celtic zdobył mistrzostwo Irlandii i wystąpił w europejskich pucharach, docierając do drugiej rundy Pucharu Mistrzów.

## Osiągnięcia
- Mistrz Irlandii: 1973/74
- Wicemistrz Irlandii (4): 1952/53, 1958/59, 1959/60, 1961/62
- Finał Pucharu Irlandii (FAI Cup) (3): 1953, 1964, 1969
- Tarcza Irlandii (League of Ireland Shield): 1960/61
- Finał Tarczy Irlandii (3): 1954/55, 1962/63, 1964/65
- Dublin City Cup: 1961/62
- Munster Senior Cup (6): 1952, 1960, 1962, 1964, 1972, 1974
- Top Four Cup: 1976

## Historia

### Evergreen United
Klub założony został pod nazwą Evergreen United Football Club. Pod tą nazwą klub zdobył dwukrotnie wicemistrzostwo Irlandii – w 1953 i 1959 roku, w obu przypadkach za Shamrock Rovers. Ponadto w 1953 roku Evergreen dotarł do finału Pucharu Irlandii, gdzie zremisował z Cork Athletic 2:2, jednak w meczu dodatkowym przegrał 1:2. W sezonie 1956/57 piłkarz Evergreen Donald Leahy zdobył 15 goli i został królem strzelców irlandzkiej ekstraklasy. Także w następnych dwóch sezonach Leahy był najlepszym strzelcem ligi, za pierwszym razem z 16 golami, a za drugim z 22 golami. Reprezentant Irlandii Tommy Moroney swoją ostatnią, dwunastą bramkę dla zespołu narodowego zdobył 4 października 1953 roku w meczu eliminacyjnym mistrzostw świata 1954 z Francją, będąc w tym czasie piłkarzem klubu Evergreen, w którym ostatecznie zakończył swą karierę.

### Cork Celtic
W 1959 roku klub Evergreen United zmienił nazwę na Cork Celtic. Klub o takiej nazwie istniał już dużo wcześniej. W 1904 inny klub, który zwał się Cork Celtic wygrał Munster Senior Cup, a w latach 20. razem z klubami Fordsons, Cork Bohemians, Cobh Ramblers i Cork City grał w ligach Munster Junior League i Munster Senior League. W 1932 roku młodzieżowy zespół tegoż Cork Celtic został finalistą Munster Junior Cup. W 1957 roku jeszcze inny klub o nazwie Cork Celtic usyskał prawo gry w pierwszej lidze Irlandii, utracił je jednak na rzecz Cork Hibernians.
W sezonie 1959/60 roku, już pod nową nazwą, klub zdobył wicemistrzostwo Irlandii. W latach 60. Cork Celtic rywalizował ze swym derbowym przeciwnikiem Cork Hibernians. W 1974 roku zespół, w którego składzie grali Alfie Hale i Bobby Tambling, zdobył swój jedyny tytuł mistrza Irlandii. Tambling, były gracz Chelsea i reprezentant Anglii, początkowo przeniósł się do Irlandii, by pracować jako misjonarz Świadków Jehowy. W mistrzowskim dla Cork Celtic sezonie strzelił dla tego klubu 7 goli.
W następnych sezonach do klubu przybyło wielu wybitnych piłkarzy. W grudniu 1975 George Best zawarł z klubem krótkookresową umowę, taką samą, jak poprzednio z klubem Stockport County, a później z Los Angeles Aztecs. W Cok Celtic Best rozegrał tylko trzy mecze przeciwko klubom Drogheda United, Bohemian FC i Shelbourne, przyciągając na trybuny tłumy kibiców, choć w rozegranych spotkaniach nie pokazał niczego nadzwyczajnego i nie strzelił żadnej bramki. W 1976 roku przybył do Cork Celtic, ale tylko na miesiąc, Geoff Hurst, zdobywając 3 gole. W sezonie 1977/78 w jednym meczu wystąpił w klubie Uwe Seeler i zdobył dwie bramki w wygranym aż 6:2 spotkaniu z Shamrock Rovers. Seeler był przekonany, że jest to spotkanie towarzyskie.
W 1979 roku Cork Celtic został rozwiązany z powodów finansowych. Jego miejsce w pierwszej lidze zajął klub University College Dublin.

## Trenerzy
- Bobby Tambling
- Alfie Hale

## Europejskie puchary
Legenda do wszystkich tabel:
- Q – runda eliminacyjna, 1/16, 1/8, 1/4, 1/2 – odpowiednia faza rozgrywek, Grupa – runda grupowa, 1r gr – pierwsza runda grupowa, 2r gr – druga runda grupowa, F – finał, R – runda, PO – play-off
- k. – rzuty karne, los. – losowanie, Dogr. – dogrywka, w. – zasada bramek strzelonych na wyjeździe

| Sezon   | Rozgrywki                 | Runda | Przeciwnik     | Dom | Wyjazd | Ogólnie |
| ------- | ------------------------- | ----- | -------------- | --- | ------ | ------- |
| 1964/65 | Puchar Zdobywców Pucharów | 1R    | Sławia Sofia   | 0–2 | 1–1    | 1–3     |
| 1974/75 | Puchar Europy             | 1R    | Omonia Nikozja | w/o | w/o    | w/o     |
| 1974/75 | Puchar Europy             | 1/8   | Ararat Erywań  | 1–2 | 0–5    | 1–7     |